# 奧赫森布格山
47°02′4″N 12°28′30″E / 47.03444°N 12.47500°E

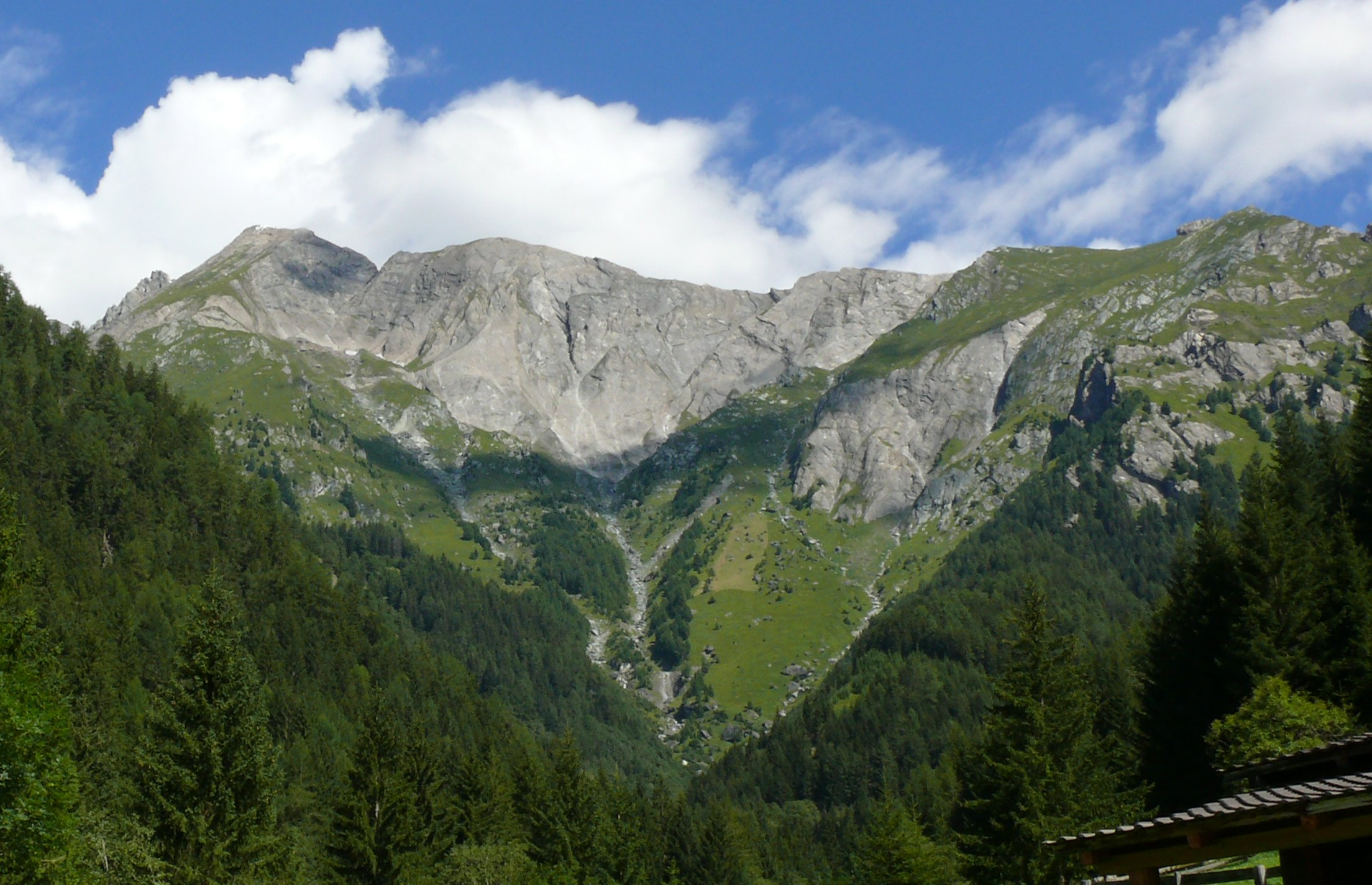

奧赫森布格山（德語：Ochsenbug），是奧地利的山峰，位於該國西部，由蒂羅爾州負責管轄，屬於維內迪傑山脈的一部分，海拔高度3,007米，每年平均降雨量2,138毫米。